# Kiss Me Again (phim truyền hình)
Kiss Me Again (tiếng Thái: Kiss Me Again – จูบให้ได้ถ้านายแน่จริง; RTGS: Kiss Me Again – Chup Hai Dai Tha Nai Nae Ching) là một bộ phim truyền hình Thái Lan phát sóng năm 2018 với sự tham gia của Sananthachat Thanapatpisal (Fon), Chutavuth Pattarakampol (March), Kanyawee Songmuang (Thanaerng), Tanutchai Wijitwongthong (Mond), Thitipoom Techaapaikhun (New), Tawan Vihokratana (Tay), Jintanutda Lummakanon (Pango) và Pirapat Watthanasetsiri (Earth).
Bộ phim được đạo diễn bởi Weerachit Thongjila và sản xuất bởi GMMTV và Housestories 8. Đây là một trong mười dự án phim truyền hình cho năm 2018 được GMMTV giới thiệu trong sự kiện "Series X" vào ngày 1 tháng 2 năm 2018. Bộ phim được phát sóng vào lúc 20:30 (ICT), Chủ nhật trên GMM 25 và phát lại vào 22:20 (ICT) cùng ngày trên LINE TV, bắt đầu từ ngày 22 tháng 4 năm 2018. Bộ phim kết thúc vào ngày 22 tháng 7 năm 2018.

## Diễn viên
Dưới đây là dàn diễn viên của bộ phim:

### Diễn viên chính
- Sananthachat Thanapatpisal (Fon) vai Sanwan
- Chutavuth Pattarakampol (March) vai R
- Kanyawee Songmuang (Thanaerng) vai Sanson
- Tanutchai Wijitwongthong (Mond) vai Matt
- Thitipoom Techaapaikhun (New) vai Kao
- Tawan Vihokratana (Tay) vai Pete
- Jintanutda Lummakanon (Pango) vai Sansuay
- Pirapat Watthanasetsiri (Earth) vai So

### Diễn viên phụ
- Lapassalan Jiravechsoontornkul (Mild) vai Sandee
- Jirakit Thawornwong (Mek) vai Thada
- Worranit Thawornwong (Mook) vai Sanrak
- Thanaboon Wanlopsirinun (Na) vai Win
- Sattaphong Phiangphor (Tao) vai Na
- Phurikulkrit Chusakdiskulwibul (Amp) vai Pat
- Chanagun Arpornsutinan (Gunsmile) vai Wayu
- Nachat Juntapun (Nicky) vai June
- Alysaya Tsoi (Alice) vai Sinee
- Krittanai Arsalprakit (Nammon) là Prize
- Juthapich Inn-Chan (Jamie) vai Mint
- Pop Khamgasem vai Chacha
- Chiwpreecha Thitichaya (Chat) vai bạn của Sanwan
- Kaimook Apasiri vai Angie
- Pluem Pongpisal vai Rain
- Natticha Chantaravareelekha (Fond) vai Gift
- Suphakorn Sriphothong (Pod) vai Sun
- Gawin Caskey (Fluke) vai Mork
- Saitharn Niyomkarn vai người mẹ
- Phatchara Tubthong (Kapook) vai Nicole
- Krittaphat Chanthanaphot vai bố của Pete
- Benja Singkharawat (Yangyi) vai mẹ của Kao

### Khách mời
- Achirawich Saliwattana (Gun) vai Rit

## Nhạc phim
| Tên bài hát                          | Thể hiện                         | Ref.  |
| ------------------------------------ | -------------------------------- | ----- |
| ให้มันน่าKissหน่อย (Hai Mun Na Kiss Noi) | Sarunchana Apisamaimongkol (Aye) | [ 6 ] |